# Bùi Sĩ Tiêm
Tiến sĩ Bùi Sĩ Tiêm (chữ Hán: 裴仕暹; 1690-1733) là quan nhà Lê Trung Hưng trong lịch sử Việt Nam. Ông đỗ Hoàng giáp khoa thi Ất Mùi niên hiệu Vĩnh Thịnh năm thứ 11 thời Lê Dụ Tông, tức năm 1715.

## Tiểu sử
Bùi Sĩ Tiêm quê ở làng Kinh Lũ, huyện Đông Quan (nay là làng Kinh Hào, xã Đông Kinh, huyện Đông Hưng, tỉnh Thái Bình). Ông sinh ra trong một gia đình nghèo, được cha chăm sóc dạy dỗ chu đáo, 4 tuổi Bùi Sĩ Tiêm đã biết đọc sách, 7 tuổi biết làm thơ, 8 tuổi thông hiểu văn bài, 10 tuổi theo học ở Quốc Tử Giám.
Năm 1715 đời vua Lê Dụ Tông, ông mới dự khoa thi Đình. Khoa thi này có tới 3.500 sỹ tử, ông là một trong số 20 người được chọn vào sân rồng, đích thân nhà vua sát hạch kiểm tra và vua đã phê chuẩn ông đỗ: Đệ nhị giáp, Đệ nhất danh Tiến sĩ, chiếm bảng Khôi nguyên được khắc tên vào bia Tiến sĩ..
Sau khi đỗ đạt ông được bổ làm quan Hiệu lý ở Viện hàn lâm. Năm 1718, ông được chuyển làm Tuần phủ Sơn Tây. Với quyền chức của mình, ông hết lòng chăm lo việc nước, săn sóc dân lành, trị bọn tham nhũng. Đến năm 1727, ông liên tục được thăng chức Đông Các hiệu thư rồi thăng Hoàng tín đại phu Thái thường tự khanh làm việc ở kinh thành.

## Thập điều khải
Năm 1729, chúa Trịnh Cương qua đời, Trịnh Giang lên ngôi chúa. Tháng 2 năm 1731, Thái thượng hoàng Lê Dụ Tông mất, Trịnh Giang liền phế Duy Thường lập Duy Phường làm vua (từ 1729 đến1732). Thời này chúa Trịnh Giang ăn chơi sa đọa, các quan lại thừa cơ vơ vét cho đầy túi tham, đặt thuế khóa quá cao, đời sống nhân dân điêu đứng.
Tuy vậy, Chúa Trịnh Giang vẫn xuống dụ tỏ ý lo lắng đến nỗi gian nan của trăm họ, kêu gọi các bề tôi lớn nhỏ trong ngoài triều trình bày hết những điều cốt yếu thiết thực thích hợp với thời cuộc để chọn lựa thi hành. Dụ ban ra cuối tháng 5, đầu tháng 6 Bùi Sĩ Tiêm dâng tờ khải trình bày về 10 điều thiết yếu, cấp bách đối với thời cuộc
- Điều thứ nhất: Ông thẳng thắn nêu lên mối nghi ngờ của dư luận về việc các chúa Trịnh ức hiếp vua Lê.[4]
- Điều thứ hai: Phê phán tệ tham nhũng hối lộ công khai ở triều đình.
- Điều thứ ba: Lên án tệ nạn cường hào chiếm đoạt ruộng đất khiến cho dân chúng đói khổ phiêu bạt.
- Điều thứ tư: Nêu lên sự phiền nhũng đối với dân chúng trong việc cung đốn phu phen binh dịch.
- Điều thứ năm: Phê phán tệ nạn quan liêu "dân ít quan nhiều".
- Điều thứ sáu: Nói về năng lực của quan lại, đề nghị thanh lọc ra những kẻ tham ô nhũng nhiễu dân chúng, đuổi về.
- Điều thứ bảy: Phê phán lối học khoa cử, vô bổ đối với việc cai trị, đề nghị chấn hưng thực học để đào tạo nhân tài.
- Điều thứ tám: Làm rõ lệ xét xử để chấm dứt tệ nạn trong xét xử kiện tụng.
- Điều thứ chín: Sự cần thiết phải cử các quan có trách nhiệm đi điều tra tình hình thực tế của dân chúng ở các địa phương.
- Điều thứ mười: Phê phán việc buông lỏng quản lý đối với người nước ngoài đến khai thác rừng và tài nguyên khoáng sản, lưu ý về âm mưu vơ vét sản vật và nhòm ngó đất nước của ngoại bang.[5]

Trịnh Giang nhận "Khải" của Bùi Sĩ Tiêm cho là ngạo mạn, phạm thượng bèn bắt tống giam, đoạt hết quan chức, sau đuổi về quê. Thấy cảnh vua, chúa, triều đình quan lại như thế, Bùi Sĩ Tiêm ngán cảnh nhân tình thế thái, chán cảnh quan trường sâu mọt. Ông cáo quan về quê, trả nghĩa cho dân bằng cách mở trường dạy học nâng đỡ mọi người.
Đến thời chúa Trịnh Doanh (từ 1740 đến 1767), do ý thức được những đề nghị của Bùi Sĩ Tiêm thực sự là quan trọng trong tình hình chính trị xã hội đương thời nên triều đình đã cho ban hành một số luật lệnh nhằm vãn hồi thiện chính, trong đó có những luật lệnh liên quan đến việc cư trú của người nước ngoài và lệ về khai thác mỏ cùng các khoản thuế liên quan đến vấn đề này. Truy tặng ông hàm Tham chính Đại học sĩ, tước Trung Tiết hầu và cấp cho ruộng thờ.

## Quan điểm khai khoáng
Vả lại sản vật núi rừng vốn là của dành cho quốc dụng, nhưng trong khoảng ấy về sự nộp thuế, trăm phần không được một phần mà hầu hết đều vào tay bọn cầu may, còn số phân tán vào tay khách nước ngoài không biết là bao nhiêu nghìn, ức, vạn.Huống nữa chúng không phải nòi giống ta, lòng chúng tất nghĩ khác. Những bọn chợt đi chợt đến biết đâu chẳng mưu làm gián điệp, những bọn ở tản ra các nơi biết đâu lại chả có ý dòm ngó. Đó lại là cái không nên nuôi dần cho nó lớn lên mà là việc có quan hệ to lớn đến quốc kế vậy. Kính xin bỏ mối lợi nhỏ mà mở rộng cơ mưu sâu sa, xem những mỏ xưởng nào thổ sản còn ít, thuế má còn ít đều nên triệt bỏ. Xưởng mỏ nào thổ sản nhiều, thuế lợi đã thành mới cho đào bới lượm lặt như cũ. Lại sức cho quan cai quản chỉ cho chiêu mộ người bản quốc để làm phu mỏ còn người nước ngoài không được nhận vào nữa. Ai làm trái thì khán thủ phải tội xử trảm. Còn các hộ bóc quế cũng chiếu theo lệ này mà làm. Còn như khán thủ quế hộ là người khách đều nên đình bãi đuổi về.

## Đánh giá
Sĩ Tiêm là người khẳng khái, trọng nghĩa khí, hay nói thẳng, vì việc trình bày mười điều xúc phạm vào những điều kiêng kỵ, nên bị tước mất quan chức.
Tính tình khẳng khái cứng cổ (lời Phan Huy Chú) bướng bỉnh nhưng không có âm mưu chính trị.
Ông được đặt tên đường ở phường Tiền Phong thành phố Thái Bình.